# 学燈社
学燈社（がくとうしゃ）は、かつて存在した日本の出版社。

## 概略
1946年、旺文社出身の保坂弘司が設立。受験雑誌『学燈』を創刊。1951年に株式会社に改組。1956年『國文學　解釈と教材の研究』を創刊。66年石井時司（1926-2004）が社長、71年保坂が会長となる。83年保坂が死去。91年清水孝一、98年肥田尚昭が代表となる。2009年『國文學』を休刊とし解散した。
『國文學　解釈と教材の研究』は、至文堂の『国文学　解釈と鑑賞』と同じA5判で、国文学雑誌として長く並列の関係にあった。編集長は保坂のあと1969年から茂原輝史（てるふみ）、93年から牧野十寸穂（女性）。大江健三郎、吉本隆明から、村上龍、村上春樹など現代の人気文学者を特集し、89年10月「柄谷行人　闘争する批評」92年7月「蓮實重彦　挑撥する批評」などの特集を組んで注目された。休刊後牧野は響文社（札幌市）から「アナホリッシュ国文学」を創刊して、『國文學』の後継とした。
また、各年度ごとの国語の大学入試問題集を旺文社と併走して刊行していた。
高田馬場に学灯社という学生ローンの会社が存在するが、無関係である。

## 刊行物
- 学燈文庫（学灯文庫）（1951-89年）
- 日本文学全史（全六巻）（1978年）
- 全国大学国語入試問題詳解（かなり古くからの年刊本）